# HD 57299
HD 57299，又名CD-33 3696，SAO 197842、HR 2794，是一颗恒星，视星等为6.3，位于銀經246.12，銀緯-9.42，其B1900.0坐标为赤經7h 15m 30.3s，赤緯-33° -9.42′ 33″。